# Діано-д'Альба
Діано-д'Альба (італ. Diano d'Alba, п'єм. Dian) — муніципалітет в Італії, у регіоні П'ємонт,  провінція Кунео.
Діано-д'Альба розташоване на відстані близько 480 км на північний захід від Рима, 55 км на південний схід від Турина, 50 км на північний схід від Кунео.
Населення — 3558 осіб (2014).

## Демографія
Населення за роками:

Станом на 1 січня 2023 року в муніципалітеті офіційно проживало 318 іноземців з 32 країн, серед них 173 громадяни країн Євросоюзу та 4 громадяни України.

## Сусідні муніципалітети
- Альба
- Беневелло
- Гринцане-Кавоур
- Монтелупо-Альбезе
- Роделло
- Серралунга-д'Альба